# Sylvain Katan
Pour les articles homonymes, voir Katan.
 (février 2018).
Si vous disposez d'ouvrages ou d'articles de référence ou si vous connaissez des sites web de qualité traitant du thème abordé ici, merci de compléter l'article en donnant les références utiles à sa vérifiabilité et en les liant à la section « Notes et références ».
Sylvain Katan est un acteur français.

## Biographie

### Formation
De 1993 à 1997, Sylvain Katan est inscrit à l'école d'art dramatique Jean-Périmony[Où ?], puis intègre en 1983, et ce pendant trois ans, l'école nationale du cirque d'Annie Fratellini.

## Filmographie
- 1991 : La Totale ! de Claude Zidi : le voleur de sac (avec Frédéric Diefenthal)
- 1998 : Les Intercepteurs, court métrage d’Igor Pejic : Bromsky
- 2001 : Grand Prix, court métrage de Nicolas Bonnefous, disponible sur le DVD de Michel Vaillant : Stavros Faboulos
- 2006 : SOS 18, saison 4, réalisation Patrick Jamain : capitaine Simon Solal (France 3)
- 2007 : SOS 18, saison 5, réalisation Nicolas Picard : capitaine Simon Solal (France 3)
- 2008 : Duo, saison 1, réalisation Patrick Volson : Gédéon de Lignières (France 2)
- 2008 : SOS 18, saison 6, réalisation Jean Sagols : capitaine Simon Solal (France 3)
- 2010 : Bandanonce, réalisation Igor Péjic]: Comédien (Programme court)
- 2011 : Mange, réalisation Julia Ducournau et Virgile Bramly : Monsieur Duclos (Canal +)
- 2012 : Scènes de ménages, réalisation Francis Duquet : Collègue de Fabien (M6)
- 2012 : N'importe qui, réalisation Raphaël Frydman : Gérald Gattuso (rôle principal)
- 2013 : Scènes de ménages, réalisation Francis Duquet : Collègue de Fabien (M6)
- 2015 : Pension complète de Florent-Emilio Siri
- 2015 : Objectivement, série en stop motion créée par Guillaume Le Gorrec et Hadrien Cousin : le verre à moutarde, le dentifrice, le mug, l'ancien Brice (le briquet) (Arte)
- 2017 : Je voulais juste rentrer chez moi d'Yves Rénier : Prêtre obsèques
- 2019 : La Folle Histoire de Max et Léon de Jonathan Barré : l'homme de main de Pichon
- 2023 : Iris et les Hommes de Caroline Vignal

## Théâtre
- 1997-1999 : Les Branquignols (mise en scène : Mathieu Mathelin) : Laricot
- 1999-2002 : Marie Stuart	(mise en scène : Jean-Michel Vier) : Wilbur
- 2002 : La Traversée de Samuel R. (mise en scène : Jean-Michel Vier) : Georges
- 2002-2004 : Le Système du docteur Goudron et du Professeur Plume (mise en scène : Pierre Val) : Monsieur Pot
- 2003 : Le Malade imaginaire (mise en scène : Gildas Bourdet) : Thomas Diafoirus / M. Fleurant
- 2004 : Le Roi Victor (mise en scène : Gildas Bourdet) : Prince Marcel
- 2005 : Cabaret Proust – Chez Marcel (mise en scène : Jean-Michel Vier) : Jeune homme
- 2007-2008 : M. Leclou (mise en scène : Pierre Val) : M. Leclou
- 2009 : Don Juan de Brecht (mise en scène : Jean-Michel Vier) : Sganarelle
- 2010 : U et le secret du langage (mise en scène : Virginie Guillou) : U
- 2010-11 : Don Juan de Brecht (mise en scène : Jean-Michel Vier) : Sgnanarelle (Reprise)
- 2012 : Zéro s'est endormi ? (mise en scène : Christophe Lidon) : Zéro 2
- 2013 : Un homme trop facile (mise en scène : Christophe Lidon) : Odon Fritz
- 2013 : The Guitrys (mise en scène : Steve Suissa) : Marcel

## Publicité
- 2000 : Festival Peugeot réalisée par Laurent Germain-Maury : le mauvais Génie
- 2001 : Ciné Alternative réalisée par Mathieu Mathelin : le jeune homme
- 2004 : WebCam M6 réalisée par Les Corsaires : le gagnant
- 2004 : Mikado Star Wars réalisée par Les Télécréateurs (disponible sur le site de la marque) : Luke
- 2006 : APEC réalisée par Les Télécréateurs : le jeune cadre